# Musée de la Tour Prisonnière
Le musée de la Tour Prisonnière est un musée municipal situé à Cusset, dans l'Allier.

## Localisation
Le musée est situé rue des Fossés-de-la-Tour-Prisonnière, dans la Tour Prisonnière, dernier vestige debout des anciennes fortifications de Cusset, à l'angle sud-ouest de l'enceinte.

## Histoire
Lors de la destruction progressive des fortifications, la Tour Prisonnière a été préservée parce qu'elle servait de prison pour hommes. La ville rachète le bâtiment à l'administration pénitentiaire en 1961 et le musée ouvre en 1980.

## Collections
Les collections du musée sont disposées sur les trois niveaux de la tour.

### Rez-de-chaussée
- minéraux provenant de la combe des Malavaux ainsi que des Grivats ;
- sculptures médiévales : chapiteaux provenant d'églises détruites ; mains de la Vierge en majesté.
- maquettes : la ville fortifiée au XVe siècle ; la porte Saint-Antoine.

### Premier étage
- souvenirs de Jean de Doyat : lettre de Louis XI autorisant son chambellan à fortifier sa maison ; blason (d'or à une tête de More de sable bandée d'argent).
- mesures à grains en bronze provenant de l'abbaye bénédictine.

À ce niveau, la salle Jean-Boyer, dans l'ancien dortoir des prisonniers, accueille les expositions temporaires.

### Deuxième étage
- gravures, peintures et sculptures des XIXe et XXe siècles représentant Cusset ou la région ou créées par des artistes liés à Cusset : Raymond Léon Rivoire, Diane au lévrier, bronze, 1928 ; Robert Mermet, Fin de fenaison, pierre, 1967 ; Gelly, La nouvelle église, aquarelle, 1893 ; petite salle consacrée aux gravures de Paul Devaux.